# Awad Al-Nashri
Awad Al-Nashri (Yeda, 15 de marzo de 2002) es un futbolista saudita que juega en la demarcación de centrocampista para el Al-Ittihad Jeddah Club de la Liga Profesional Saudí.

## Selección nacional
Tras jugar en las categorías inferiores de la selección, finalmente hizo su debut con la selección de fútbol de Arabia Saudita en un partido de la Copa de Naciones del Golfo de 2023 contra Yemen que finalizó con un resultado de 0-2 a favor del combinado saudita tras un gol de Sumayhan Al-Nabit y Musab Al-Juwayr.

## Clubes
| Club                   | País           | Año   | Partidos | Goles |
| ---------------------- | -------------- | ----- | -------- | ----- |
| Al-Ittihad Jeddah Club | Arabia Saudita | 2020- | 62       | 0     |

## Palmarés

### Campeonatos nacionales
| Título                      | Club       | País           | Año  |
| --------------------------- | ---------- | -------------- | ---- |
| Supercopa de Arabia Saudita | Al-Ittihad | Arabia Saudita | 2023 |
| Liga Profesional Saudí      | Al-Ittihad | Arabia Saudita | 2023 |
| Liga Profesional Saudí      | Al-Ittihad | Arabia Saudita | 2025 |
| Copa del Rey de Campeones   | Al-Ittihad | Arabia Saudita | 2025 |